# Никитина, Лариса Александровна (певица)
Лариса Александровна Никитина (28 февраля 1930, Урицк, Ленинградская область — 17 мая 2006, Москва) — советская и российская оперная певица (меццо-сопрано), педагог, народная артистка РСФСР (1976).

## Биография
Лариса Александровна Никитина родилась 28 февраля 1930 года в Урицке Ленинградской области (сейчас входит в Санкт-Петербург).
В 1955 году окончила Музыкальное училище при Ленинградской консерватории (класс М. А. Кудрявцевой). В том же году дебютировала на сцене Государственного академического Большого театра и была принята в стажёрскую группу (занималась под руководством В. М. Фирсовой). Была солисткой Большого тетара до 1988 года. В 1974—1988 годах работала консультантом стажёров оперы.
В 1960—1962 годах училась в Центре усовершенствования оперных певцов при театре «Ла Скала» под руководством Эльвиры де Идальго и Дж. Барра-Карачомо. Подготовила партии Амнерис, Эболи, Азучены, Леоноры («Фаворитка» Г. Доницетти), а также партию меццо-сопрано в «Реквиеме» Дж. Верди. Голос густого, сочного тембра и большого наполнения позволил итальянским критикам назвать ее «певицей Верди».
В 1978 году окончила Государственный институт театрального искусства (класс пения А. А. Григорьева). Выступала в концертах, гастролировала во многих городах СССР и за рубежом (Германия, Польша, Чехословакия, Венгрия).
С 1995 года преподавала в Московской консерватории, с 1999 года работала доцентом кафедры сольного пения.
Умерла 17 мая 2006 года в Москве. Похоронена в Санкт-Петербурге на Красненьком кладбище.

## Награды и премии
- Лауреат VI Всемирного фестиваля молодежи и студентов в Москве (1957, II премия).
- Заслуженная артистка РСФСР (12.04.1965).
- Народная артистка РСФСР (25.05.1976).

## Партии в операх
- «Чародейка» П. И. Чайковского — Княгиня
- «Хованщина» М. П. Мусоргского — Марфа
- «Мазепа» П. И. Чайковского — Любовь
- «Садко» Н. Римского-Корсакова — Любава
- «Царская невеста» Н. Римского-Корсакова — Любаша
- «Аида» Дж. Верди — Амнерис
- «Дон Карлос» Дж. Верди — Эболи
- «Трубадур» Дж. Верди — Азучена
- «Бал-маскарад» Дж. Верди — Ульрика
- «Банк Бан» Ф. Эркеля — Гертруда
- «Игрок» С. С. Прокофьева — Бабуленька
- «Похищение луны» О. Тактакишвили — Мать
- «Майская ночь» Н. Римского-Корсакова — Ворон
- «Опричник» П. И. Чайковского — боярыня Морозова (аудиозапись; 1980)
- «Сказка о царе Салтане» Н. Римского-Корсакова — Ткачиха (аудиозапись; 1955)
- «Борис Годунов» М. П. Мусоргского — Хозяйка корчмы (видеозапись; 1978)